# Преследования язычников в христианской Римской империи
Преследования язычников в христианской Римской империи — политика в отношении сторонников традиционных политеистических религий, проводившаяся императорами Римской империи после принятия христианства.
Идеологическим основанием преследований язычников служили заповеди Библии об уничтожении «чужеземных идолов» и преследовании «пророков иных богов» (Вт.12). Сам термин «язычники» (pagani) появляется в распоряжениях императорской канцелярии начиная с 370 года н. э.
Первые антиязыческие законы в христианском государстве ввели сыновья Константина, в частности, Констант и Констанций II. Констанций распорядился закрыть все языческие храмы, запретил языческие жертвы под страхом смерти, удалил традиционный Алтарь Победы из Сената. Во время его правления в среде христиан начался вандализм, разрушены многие из древних языческих храмов, гробниц и памятников.
В 361—375 годах к язычеству относились терпимо, до прихода к власти императоров Грациана, Валентиниана II и Феодосия I. Под давлением со стороны радикальных христиан (в том числе Амвросия Медиоланского) Феодосий в 391 году издал Миланский эдикт, в котором всякое жертвоприношение и все религиозные обряды в языческих храмах были объявлены преступлениями против императора, за которые полагались денежные штрафы и конфискация имущества. Тем не менее, это отнюдь не означало конец язычества в Римской империи, и впоследствии другим императорам, в том числе Юстиниану, приходилось не раз издавать антиязыческие указы.

## Обращение Константина I в христианство и начало преследования язычества
Первые случаи преследования язычества в истории Римской империи произошли в конце царствования Константина Великого, с его указа о разграблении и сносе языческих храмов и использовании строительных элементов для строительства зданий в новой столице — Константинополе; ранее во время своего правления он запретил строительство новых храмов. Константин поставил вне закона домашние жертвоприношения (лат. sacrificia domestica) и ряд гаданий: так, он запретил принятую практику обращения к гаруспикам по поводу удара молнии в здание. Биограф Константина Евсевий рассказывает о закрытии Константином ряда храмов, в том числе нескольких храмов Афродиты. По словам Евсевия, многие статуи языческих богов были выставлены на площадях и улицах Константинополя, чтобы люди могли убедиться, что это лишь идолы.

## Антиязыческое законодательство наследников Константина
Действия Констанция II, который правил с 337 до 361, могут считаться началом формального гонения на язычество со стороны христиан. При Констанции были введены законы, полностью запрещавшие языческие практики. В 341 году императором был принят закон, запрещавший жертвоприношения: «Да прекратится суеверие и да будет отменено безумие жертвоприношений» (лат. Cesset superstitio, sacrificiorum aboleatur insania). Аналогичное распоряжение было выпущено в 346 (по другим данным, 342) году. Законы 354 и 356 года предписывали смертную казнь совершавшим жертвоприношение, а также наместникам провинций (лат. rectores provinciarum), где будут совершаться жертвоприношения. Современники, в частности, Либаний, Юлиан, Оптат Милевитский связывали с именем Констанция запустение языческих храмов
Традиционный Алтарь Победы был удален из Сената во время визита Констанция в Рим в 357 году. Часто обычные христиане совершали разрушения, грабежи, осквернение, вандализм многих древних языческих храмов, гробниц и памятников.

В то же время, как показывают как письменные, так и археологические данные, как отдельные лица, так и целые общины не прекращали поклонения языческим богам. Например, так называемый «Хронограф 354 года» — иллюстрированный кодекс, предназначенный для римского аристократа, в которой отмечались основные события года — содержит, наряду с портретом императора Констанция и христианскими праздниками, и перечисление языческих праздников (в честь Исиды, Осириса и других богов).

## Восстановление терпимости от Юлиана до Валента (361—375)
Единственная попытка восстановить язычество была совершена Юлианом Отступником (361—363 гг.). Во время правления Иовиана, Валента и Валентиниана I было относительно терпимое отношение к язычеству. Валентиниан и Валент запретили приносить в жертву животных: разрешено было только курить благовония. В значительной степени законодательство Валентиниана и прежде всего Валента было направлено не против язычества (политеизма) как такового, а против магических практик, которые никогда не поощрялись в Древнем Риме. Аммиан Марцеллин утверждал, что Валентиниан I «никого не обеспокоил, не издавал повелений почитать то или другое и не заставлял строгими запрещениями своих подданных склоняться перед тем, во что сам верил».

## Политика Грациана
Сын Валентиниана I Грациан ввел ряд антиязыческих мер, возможно, под влиянием епископа Амвросия Медиоланского а также папы Дамасия. Алтарь Победы был удален Грацианом из Сената. Впоследствии Валентиниан II и Феодосий отклонили запросы на восстановление алтаря. В 382 Грациан отказал в денежной государственной поддержке языческому культу и весталкам, конфисковал земли храмов и жрецов. Жрецы потеряли все свои привилегии. Грациан стал первым императором, отказавшимся от титула великого понтифика. Современники связывали гибель Грациана с оскорблением, которое он нанес богам.

## При Валентиниане II
В 388 году Валентиниан II вступил в должность императора в Западной Римской империи. Валентиниан II, по совету Амвросия Медиоланского, несмотря на просьбы со стороны язычников, отказался восстановить алтарь Победы в Сенате или доход языческих жрецов и весталок. В 391 году Валентиниан II издал закон, который не только запрещал жертвы, но и посещение кем-либо языческих храмов. Это снова вызвало волнения на Западе. Валентиниан II вскоре выпустил второй закон, где заявил, что все языческие храмы должны быть закрыты. Это был закон, который практически ставил язычество под запрет.

## Религиозная политика Феодосия I

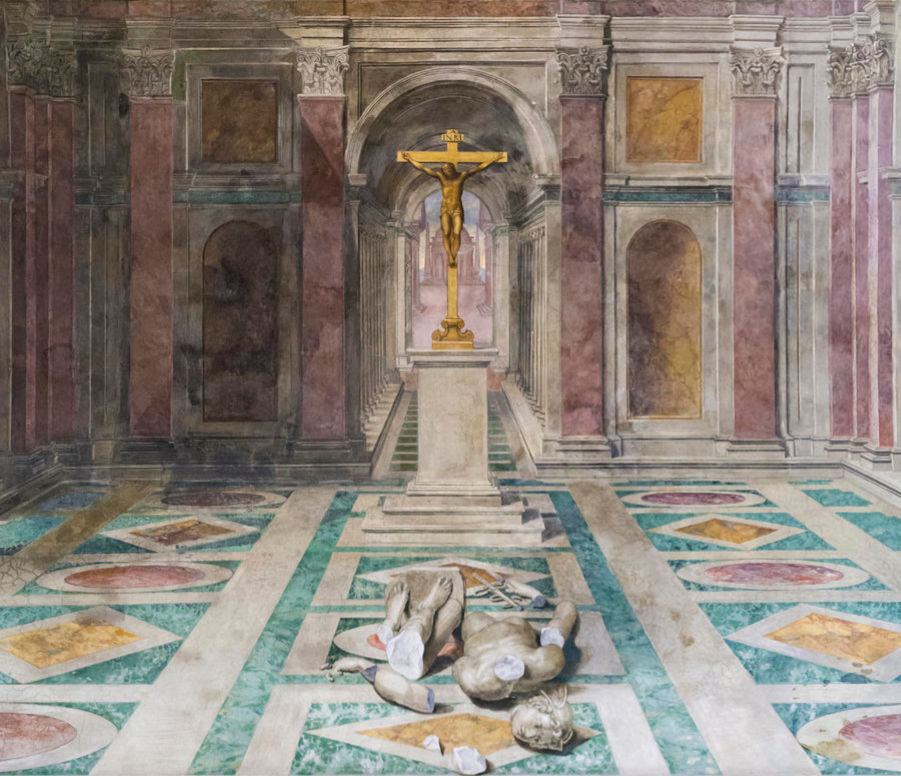
Томмазо Лаурети. Триумф христианства

Новое преследование язычества началось в 381 году Феодосием I, который был ревностным христианином. В 380 Феодосий подтвердил запрет Константина на языческие жертвоприношения и гадания по внутренностям под страхом смерти, ввел наказание для магистратов, которые не усердствовали в исполнении антиязыческих законов, распустил некоторые языческие объединения и разрушил храмы. В то же время есть данные и о том, что при Феодосии определенные языческие обряды были разрешены. Так, в обращенной к Феодосию речи оратор Либаний говорит: «Ты не отдавал приказа о закрытии храмов, не уничтожил доступа в них, не устранил из храмов и с жертвенников ни огня, ни ладана, ни обрядов почитания другими воскурениями».
Между 389—391 он издал указы, которые вводили запрет на язычество; посещения языческих храмов были запрещены. «Культ идолов, который постановлениями Константина начал пренебрегаться и разрушаться, в его правление был уничтожен», — писал церковный историк Руфин (II. 19)". Оставшиеся языческие праздники отменили, вечный огонь в храме Весты на Римском Форуме был погашен, весталки разогнаны, содействие язычеству и колдовство наказывались. Феодосий отказался восстановить алтарь Победы в Сенате, когда его просили сделать это языческие сенаторы.
В 392 году Феодосий разбил узурпатора Евгения и стал императором всей империи. Феодосий санкционировал уничтожение многих храмов, святынь, изображений и объектов почитания язычников по всей империи. Любые языческие ритуалы были запрещены даже в пределах своего дома. При Феодосии были прекращены, как языческие по сути, проводившиеся с древности Олимпийские игры; последняя Олимпиада датируется в Древнем Риме 393 годом.

### Народные волнения в Александрии и уничтожение Александрийской библиотеки
Между всеми восточными городами Римской империи Александрия представляла собой центр учёности и философии. Хотя христианство было довольно распространено в городе, тем не менее язычество имело здесь много приверженцев. Языческая культура в IV в. с успехом отстаивала себя против христианских влияний в Египте, и знаменитый храм Сераписа в Александрии являлся центром языческого культа. При храме была большая библиотека. Обстоятельства уничтожения фондов Александрийской библиотеки исторически не задокументировано, но так как она была при храме Сераписа, то разрушение христианами храма говорит о том, что их роль в уничтожении библиотеки была не последней. В 391 году в Александрии произошли волнения и конфликты между язычниками и христианами. Патриарх Феофил Александрийский получил от императора Феодосия I разрешение на уничтожение языческих храмов, что повлекло разрушение Серапеума. Вот как эти события описывает церковный историк Сократ Схоластик:

Опираясь на такое полномочие, Феофил употребил все, чтобы покрыть бесславием языческие таинства: он срыл капище митрийское, разрушил храм Сераписа… Видя это, александрийские язычники, а особенно люди, называвшиеся философами, не перенесли такого оскорбления и к прежним кровавым своим делам присовокупили ещё большие; воспламененные одним чувством, все они, по сделанному условию, устремились на христиан и начали совершать убийства всякого рода. Тем же со своей стороны платили христиане…
По словам Руфина Аквилейского, после разрушения Серапеума «были разрушены все молельни демонов, которые в Александрии были выдолблены чуть ли не в каждой колонне». На месте символов языческих божеств был выбит знак креста: «на дверях, входах, окнах, стенах и колоннах появился знак Господнего Креста» (II. 28-29).

## Антиязыческое законодательство после Феодосия I и до падения Западной Римской империи
После Феодосия I язычество преследовалось многими императорами, как в Восточной империи, так и в Западной.
Антиязыческие законы не раз повторялись в течение этого периода, в том числе императорами Аркадием, Гонорием, Феодосием II, Маркианом и Львом I Макеллой. Увеличились штрафы, особенно за языческие религиозные обряды и жертвы, что косвенно указывает на то, что последователей «языческих» религий было все ещё много. Значительную поддержку язычество все ещё получало среди римской знати: старой сенатской аристократии, магистратов, императорских чиновников и других должностных лиц.
Язычество по-прежнему практикует большая часть населения, хотя язычники теперь вынуждены поклоняться своим богам тайно, в целях формального соблюдения указов. Многие, сделав вид, что обратились в христианство, при этом тайно продолжали языческие обряды. Также существовало немало христиан, возвращающихся обратно в язычество, что показывают многочисленные законы, направленные против отступничества. Языческие сочинения преследовались и изымались из обращения. Законодательно закреплялось, что здания, принадлежащие известным язычникам и еретикам должны были быть переданы церкви. А, например, Святой Августин призывал свою паству в Карфагене разбить все материальные символы язычества, которые они смогли найти, и прибрать к рукам.

## Убийство Гипатии Александрийской
В 415 году в Александрии христианами была убита сторонница неоплатонизма женщина-учёный Гипатия Александрийская (370—415). Хотя большинство исследователей связывает гибель Гипатии с ее политической позицией - открытой поддержкой префекта Ореста, ряд авторов рассматривает убийство Гипатии как антиязыческое выступление, предполагая причастность к этой расправе Отца Церкви Кирилла Александрийского.

## Утечка мозгов на Восток
Первые дошедшие до нас «сиддханты» (индийские научные сочинения) относятся к IV—V векам н. э., и в них заметно сильное древнегреческое влияние. Отдельные математические термины — просто кальки с греческого. Предполагается, что часть этих трудов была написана греками-эмигрантами, бежавшими из Александрии и Афин от антиязыческих погромов в Римской империи (см. История математики в Индии).

## После падения Западной Римской империи

### Деятельность императора Восточной Римской империи Зенона
Вскоре после этого, в 476 году, последний император Рима, Ромул Августул, был свергнут Одоакром, который стал первым «варварским» королём Италии. Несмотря на это, язычники предприняли последнюю попытку возродить языческие обряды. В 484 Магистры восстали против восточного императора Зенона и хотели поставить своего кандидата, Леонтия, на престол. Леонтий надеялся открыть храмы и восстановить древние обряды. Многие язычники присоединились к восстанию против Зенона. Однако, восстание было подавлено, Леонтий и его соратники были вынуждены, бежать в отдаленную область Исаврия, в крепость, где Зенон осаждал их в течение четырёх лет. Зенон захватил их в плен в 488 гг.
После восстания Зенон возобновил суровые преследования против языческой интеллигенции. После провала восстания Леонтия, некоторые язычники разочаровались, и многие стали христианами, или делали вид, чтобы избежать преследования. Христианская диктатура в Римской империи стала полной, когда император Анастасий I, который вступил на престол в 491, был обязан подписать письменное заявление о принятии христианства до своей коронации.

### Участие папы Григория I
Пещеры, гроты, скалы и ущелья, что когда-то был использован для поклонения языческим богам, теперь присвоены христианами: «Алтари были построены и реликвии помещены туда», пишет Папа Григорий I, «так что язычники могут перейти от поклонения языческим богам к поклонению христианскому Богу».

### Законодательство Юстиниана
Император Юстиниан был вынужден принять новые меры против язычества, которое продолжало сохранять сильные позиции прежде всего в старых городах Восточной Римской империи. Так, в 529 году он запретил язычникам преподавать где бы то ни было. Юстиниан также принял меры против конкретных культов, прежде всего на восточной границе империи: им был закрыт храм Исиды в Филах и ряд других ещё действующих культовых центров.

## Наследие для христианства
Константин, Феодосий и Юстиниан I, которые рассматривались как «благочестивые императоры (…) служители церкви и уничтожатели своих врагов», были процитированы неоднократно авторами христианами, которые одобряли религиозные преследования. Когда Людовик XIV во Франции издал Эдикт Фонтенбло в 1685 году, отменив Нантский эдикт и возобновив преследования гугенотов, Боссюэ назвал его «новым Константином».
Это также справедливо и для более позднего средневекового императора Карла Великого, который в сентябре 774 года решил, что саксы (Westfali, Ostfali и Angrarii) должны быть принять крещение или смерть. Сообщается, что 4500 языческих саксонцев были обезглавлены. По словам историка Рамсея МакМуллена, Двенадцатый Толедский собор в 681 призвал гражданские власти захватить и обезглавить всех виновных в нехристианской практике любого рода.
Христианская точка зрения сместиласть с одобрения религиозных преследований в XVII веке. Первые христианские церкви предоставляли приверженцам других христианских конфессий свободу вероисповедания, так, например, была англиканская церковь, с их Законом о веротерпимости 1689 (сохраняя некоторые формы религиозной дискриминации и с исключением католиков).
Католическая церковь издала указ Dignitatis Humanae, где говорится, что церковь признает право каждого человека на свободу вероисповедания, в рамках II Ватиканского собора 7 декабря 1965 года. 12 марта 2000 года Папа Иоанн Павел II публично просил прощения за то, что «христиане часто узурпировали власть, нарушая права этнических групп и народов, и показывали презрение к их культурам и религиозным традициям».